# Konstantine Kossiakine
Konstantine Iourievitch Kossiakine (en russe : Константин Юрьевич Косякин), né le 18 janvier 1947 et mort le 10 août 2013, est un homme politique russe. 

## Biographie

### Jeunesse et premiers engagements
Konstantine Iourievitch Kossiakine naît le 18 janvier 1947. Il commence à travailler en tant qu'ingénieur dans l'industrie minière, notamment comme tunnelier chez Mosmetrostroï (en). En 1977, le ministère soviétique de l'Industrie du charbon l'engage comme ingénieur et il est chargé de diriger la construction d'un complexe houiller.
Dans les années 1990 et 2000, il milite au Parti communiste de la fédération de Russie (PCFR), grimpe dans la hiérarchie du parti et participe à des actions d'opposition au gouvernement. Il lutte notamment contre les violations des réglementations légales lors de l'agrandissement de Moscou. En 2004, il quitte le PCFR après des désaccords internes opposant le leader Guennadi Ziouganov et un ancien responsable, exclu du PCFR, Guennadi Semiguine (en).
Il fonde la même année le Parti communiste panrusse du futur, qui est interdit en août 2005 par les autorités russes. Il reste cependant toujours affilié à ce parti, malgré son interdiction.

### Participation au Front de gauche et à Stratégie-31
Au milieu des années 2000, il rejoint l'Avant-garde de la jeunesse rouge (en), parti alors dirigé par Sergueï Oudaltsov, avant de rejoindre en 2008 son mouvement Front de gauche, dont il devient représentant. Il participe à la fondation du Front du travail russe (en) que la justice russe refuse initialement d'enregistrer comme parti politique. Il est membre du conseil politique du nouveau parti.
Le 31 décembre 2011, alors qu'il participe au mouvement de protestation Stratégie-31 dans la rue Tverskaïa, il est arrêté et condamné à dix jours de prison. Le 4 janvier, il est désigné comme prisonnier d'opinion par Amnesty International. Il est libéré le 10 janvier alors que son état de santé inquiète les militants, en raison de son âge. Les responsables de Stratégie-31 annoncent vouloir saisir la Cour européenne des droits de l'homme en raison d'irrégularités dans la décision de justice, prise un jour férié. 

### Mort et hommages
Konstantine Kossiakine meurt le 10 août 2013, après plusieurs jours passés à l'hôpital. Il était atteint d'un cancer. Le 13 août, une cérémonie d'hommage a lieu, réunissant plusieurs personnalités d'opposition, notamment Édouard Limonov. Sergueï Oudaltsov est absent de la cérémonie, emprisonné à la suite de l'affaire Bolotnaïa.